# Flaga gminy Wietrzychowice
Flaga gminy Wietrzychowice – jeden z symboli Gminy Wietrzychowice w postaci flagi.

## Wygląd i symbolika
Flaga została zaprojektowana jako prostokątny płat o proporcjach 5:8, dzielony w pasy w proporcjach 5:1:1:1:1; w barwach (odpowiednio): błękitny, biały, błękitny, biały i błękitny. Na białych pasach, przy drzewcu ukorzeniona wierzba o sześciu konarach w słup żółta. Jest to godło z projektu herbu gminy Wietrzychowice.
- błękit to kolor maryjny, a także jedna z barw Leliwitów - Wodzickich, którzy byli długoletnimi właścicielami wiosek na terenie gminy. Barwa błękitna to także kolor nieba, prawdy, lojalności, wierności, stałości i powietrza.
- Złoto (żółcień) symbolizuje Boski majestat, a także króla - jako Pomazańca Bożego, objawienie Ducha Świętego oraz szlachetność. Większość powierzchni gminy zajmują grunty orne, na których uprawiany jest najdroższy produkt tej ziemi - zboże. Właśnie dojrzewające latem łany zbóż nadają wietrzychowskiej ziemi złotą barwę.
- Srebro (biel) to symbol czystości, uczciwości, pokoju i wody, m.in. Wisły i Dunajca.